# John Polson
John Polson, född 6 september 1965 i Sydney, är en australisk regissör, skådespelare och grundare av kortfilmsfestivalen Tropfest.[källa behövs]